# Weierstrassova funkce

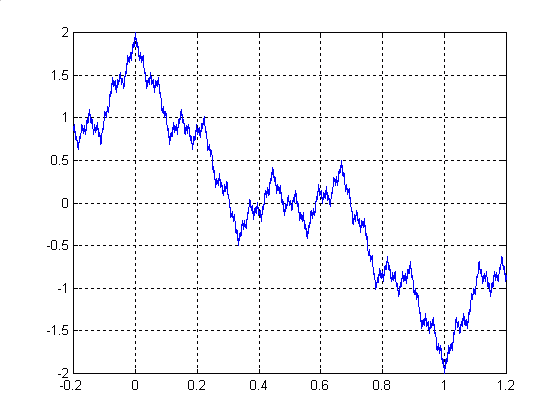
Weierstrassova funkce s konstantami ;

Ukázka soběpodobnosti

Weierstrassova funkce, pojmenovaná po německém matematikovi Karlu Weierstrassovi, je matematická funkce, která je ve všech bodech spojitá, ale v žádném bodě nemá derivaci (není nikde hladká). 
Funkce se chová jako fraktál, neboť zvětšené části grafu a původní graf jsou podobné.

## Definice
Weierstrassova funkce bývá uváděna v různých tvarech s různými konstantami.
- Podle původní publikace (http://historical.library.cornell.edu/…), en:Weierstrass function a http://planetmath.org/… Archivováno 12. 3. 2007 na Wayback Machine.:

{\displaystyle f(x)=\sum _{n=0}^{\infty }a^{n}\cos(b^{n}\pi x)}
kde {\displaystyle 0<a<1}, {\displaystyle b} je kladné liché číslo a konstanty splňují následující podmínku.
{\displaystyle ab>1+{\frac {3}{2}}\pi }
Později bylo dokázáno, že poslední uvedenou podmínku lze nahradit podmínkou {\displaystyle ab\geq 1}.
- Podle http://mathworld.wolfram.com/…:

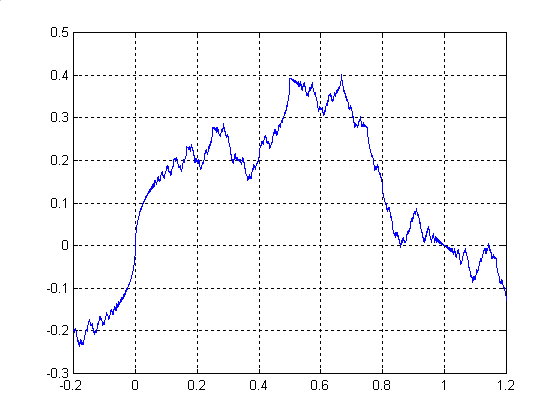
Riemannova funkce,

{\displaystyle f_{a}(x)=\sum _{k=1}^{\infty }{\frac {\sin(\pi k^{a}x)}{\pi k^{a}}}\,}
přičemž údajně podle původní publikace {\displaystyle a=2}. Tato funkce má však v určitých izolovaných bodech konečné derivace. Podle jiných zdrojů je tato funkce nazývána Riemannova, neboť podle Weierstrasse ji Bernhard Riemann uváděl na svých přednáškách okolo roku 1861.
- Lze nalézt i jiné tvary nebo konkrétní konstanty.[1][3]